# Häkeln

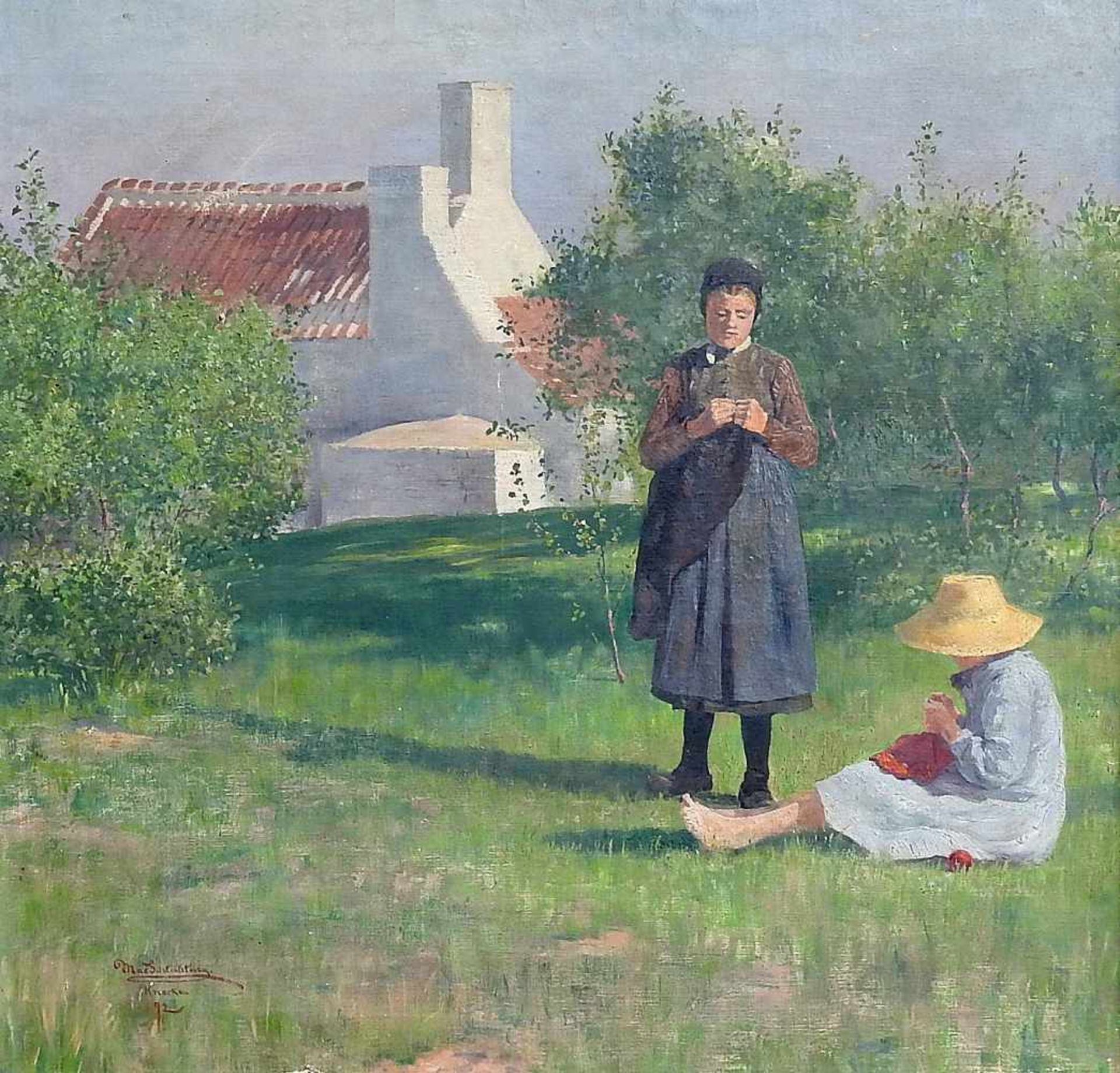
Max Schlichting: Häkelnde Mädchen in Knokke, Belgien 1892

Rudolf Epp: Mädchen beim Häkeln einer Bordüre

Gehäkeltes Deckchen

Häkeln ist eine Methode der Textilverarbeitung, bei der mit Faden und Häkelnadel Maschen erzeugt und miteinander verknüpft werden.
Im Unterschied zur glatten Stricknadel hat die Häkelnadel an ihrer Spitze einen Haken. Mit Hilfe dieses Hakens ist es möglich, den Faden durch bereits gearbeitete Maschen zu ziehen und damit ein zusammenhängendes Maschengebilde zu erzeugen. Vom Stricken, wo stets eine ganze Reihe von Schlaufen offen liegt, unterscheidet das Häkeln sich unter anderem dadurch, dass nur diejenigen Schlaufen offen sind, an denen gerade gearbeitet wird. Gemeinsam ist beiden Techniken die Bildung von Maschen, also von Fadenschlingen, die – anders als beim Nadelbinden – nicht überkreuzt, sondern offen sind und darum aufgeräufelt werden können. Anders als Strickware kann Gehäkeltes aber keine Laufmaschen bilden. Gehäkelte Werkstücke sind weniger elastisch als gestrickte oder nadelgebundene.
Häkeln ist eine viel jüngere Technik als Stricken. Es sind keine gehäkelten Stücke bekannt, die nachweislich vor dem Jahr 1800 zu datieren sind, während Stricken, soweit bekannt, ab dem 13. Jahrhundert nördlich der Alpen praktiziert wurde.
Je nach Mode und Zeitgeschmack ist ein breites Spektrum von Anwendungen möglich: Filethäkelei mit feinsten Garnen über Topflappen aus fester Baumwolle bis hin zu Kleidungsstücken wie Mützen (Boshi), Pullover, Schals aus unterschiedlichsten Garnen (Seide, Baumwolle, Wolle, Kunstfasern). Es wird auch Praktisches für den Haushalt (Decken, Eierwärmer, Topflappen etc.) oder Dekoratives (Tischdecken, Puppen, Amigurumi etc.) gehäkelt. Beliebt waren lange Zeit gehäkelte Babykleidung und Decken.
Filethäkeln und tunesisches Häkeln zählen zu Unterarten bzw. Spezialfällen der Häkeltechnik. Brügger Häkelspitzen ähneln Klöppelspitzen. Irische Häkelspitzen sind der Nadelspitze nachempfunden.
Häkeln galt lange als nicht automatisierbar. 2024 stellten Forschende der Hochschule Bielefeld die erste industriell skalierbare Häkelmaschine vor.

## Wortherkunft
Das Wort häkeln ist seit dem Ende des 17. Jahrhunderts bezeugt und hatte ursprünglich die allgemeinere Bedeutung „mit Haken fassen“; heute bezieht es sich nur noch auf die Arbeit mit der Häkelnadel. Vermutlich handelt es sich um eine Iterativbildung zu Haken mit l-Endung des Verbs oder um eine Ableitung von der Verkleinerungsform hækel, dem mittelhochdeutschen Wort  für „Häkchen“.

## Häkeltechnik

### Maschen
Es werden vier Grundmaschen unterschieden, auf denen die Technik aufbaut: Luftmasche, feste Masche, Stäbchen (auch ganzes Stäbchen genannt) und halbes Stäbchen. Aus den grundlegenden Maschen werden dann verschiedene Muster aufgebaut.

#### Luftmasche

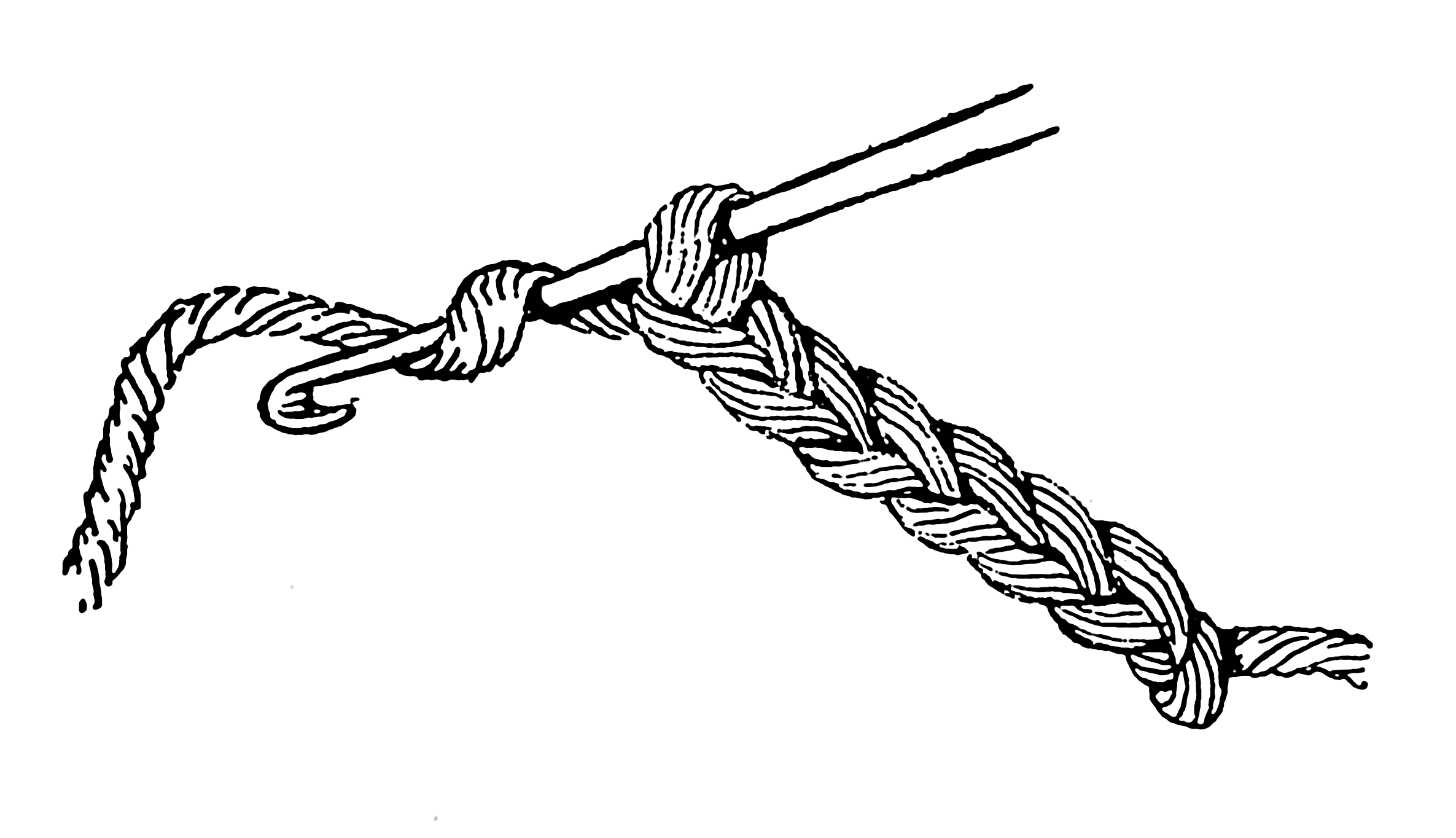
Luftmaschen

Luftmaschen sind Ausgangsbasis jeder Häkelarbeit, werden aber auch zur Überbrückung (beispielsweise am Beginn einer neuen Reihe Stäbchen) oder bei durchbrochenen Mustern zur Bildung von Schlingen verwendet.
Um eine erste Luftmasche zu häkeln, formt man das Garn zu einer Schlaufe und holt den zum Knäuel führenden Faden als neue Schlinge nach vorn. Eine neue Luftmasche entsteht, indem die Häkelnadel von unten hinter den Knäuelfaden geführt und aus der zuvor gebildeten Schlinge gezogen wird.
Durch  Häkeln von Luftmaschen entsteht eine Luftmaschenkette (Schnur), die als Anfang einer rechteckigen Arbeit verwendet werden kann. Für runde Häkelarbeiten können drei oder vier Luftmaschen durch Einstechen in die erste Masche (mittels Kettmasche) zu einem Ring geschlossen werden, der anschließend umhäkelt wird.

#### Feste Masche
Für eine feste Masche wird in eine vorhandene Masche eingestochen und eine Schlinge des Arbeitsgarns hindurchgezogen. Auf der Häkelnadel befinden sich jetzt zwei Schlingen. Nun wird das zum Knäuel führende Garn mit der Häkelnadel durch beide Schlingen gezogen.
Durch dieses Abketten entsteht die feste Masche. Zu Beginn einer Reihe fester Maschen wird üblicherweise eine Luftmasche (auch Wendemasche genannt) gehäkelt, um die notwendige Höhe zu erreichen.

#### Erweiterte feste Masche
Für eine erweiterte feste Masche wird in eine vorhandene Masche eingestochen und eine Schlinge herausgezogen. Auf der Häkelnadel befinden sich jetzt zwei Schlingen. Nun wird das zum Knäuel führende Garn mit der Häkelnadel durch die erste Schlinge gezogen, es sind immer noch zwei Schlingen auf der Nadel.
Das zum Knäuel führende Garn wird dann erneut mit der Häkelnadel durch beide Schlingen gezogen. Durch dieses Abketten entsteht die erweiterte feste Masche. Zu Beginn einer Reihe erweiterter fester Maschen wird üblicherweise eine Luftmasche (auch Wendemasche genannt) gehäkelt, um die notwendige Höhe zu erreichen.
Auch als Sockenmasche bezeichnet wird die erweiterte feste Masche beim Erstellen von in Runden gearbeiteten Häkelstücken, wie z. B. Socken, verwendet. Da eine Arbeit in Runden nicht gewendet wird und gegengleiche Reihen fehlen, würden einfache feste Maschen einen diagonalen Verzug erzeugen.

#### Stäbchen
Für ein Stäbchen wird der Faden einmal um die Häkelnadel geschlungen, bevor wie bei der festen Masche eingestochen und eine weitere Schlinge herausgezogen wird. Von den jetzt drei auf der Nadel befindlichen Schlingen werden im nächsten Schritt nur zwei abgekettet. Die verbleibenden zwei Schlingen werden anschließend abgekettet. Zu Beginn einer Stäbchen-Reihe werden drei Luftmaschen gehäkelt.

#### Halbes Stäbchen
Ein halbes Stäbchen wird wie ein Stäbchen mit einem Umschlag begonnen, nur werden hier die drei Schlingen in einem Zug abgekettet. Ein halbes Stäbchen hat die Höhe von etwa zwei Luftmaschen.

#### Mehrfach-Stäbchen
Neben halben Stäbchen und Stäbchen gibt es noch doppelte Stäbchen, Dreifach-Stäbchen etc. Diese werden durch zwei- oder mehrfaches Umschlagen begonnen. Beim Abketten werden jeweils zwei Schlingen zu einer reduziert. Durch die Mehrfachabkettung entstehen extra hohe Stäbchen.

#### Kettmasche
Für eine Kettmasche wird der Faden in einem Zug durch die Einstichstelle und die auf der Nadel befindliche Schlinge gezogen. Auf diese Weise lassen sich Maschen auf kürzestem Weg miteinander verbinden, wie beispielsweise beim Schließen einer Luftmaschenkette zum Ring. Mittels Kettmaschen ist es auch möglich, in Arbeitsrichtung weiter zu häkeln, ohne die Arbeit (wesentlich) zu vergrößern, da Kettmaschen nicht die Höhe einer festen Masche haben. Mäusezähnchen-, Muschelrand- oder auch Krebsmaschen häkeln sind drei Alternativen zur Kettmasche, wodurch man ebenfalls einen Rand häkeln kann.

### Einstichstelle
Beim Einstechen der Häkelnadel kann jeweils der hintere oder der vordere Schlingenfaden oder es können beide Schlingenfäden einer vorhandenen Masche aufgenommen werden. Hierdurch ergeben sich unterschiedliche Strukturen im Maschengewebe. Für das Häkeln von Mustern werden auch Luftmaschenbögen oder gelegentlich Stäbchen ohne Einstechen umhäkelt.

### Zunehmen und Abnehmen
Zunahme zur Verbreiterung eines Häkelteils erfolgt durch mehrfaches Einstechen an derselben Stelle, so dass mehrere Maschen auf eine Masche der Vorreihe gesetzt werden. Zunehmen am Rand ist möglich durch Anhäkeln einer Luftmaschenkette, die anschließend überhäkelt wird.
Die Abnahme zur Verengung eines Häkelteils wird einerseits durch Überspringen von Maschen bewirkt. Über einigen Maschen wird keine neue Masche gebildet, wodurch sich die Gesamtzahl der Maschen in der aktuellen Häkelreihe reduziert. Man kann auch Maschen zusammen abmaschen, um die Maschenzahl zu reduzieren.
Der Vorteil bei der zweiten Variante besteht darin, dass in jeder Masche der unteren Reihe eingestochen wird, was einem gleichmäßigeren Maschen- und Musterbild entspricht. Abnehmen am Rand geschieht durch Überhäkeln der ersten Maschen mittels Kettmaschen bzw. Auslassen der letzten Maschen einer Reihe.

### Muster

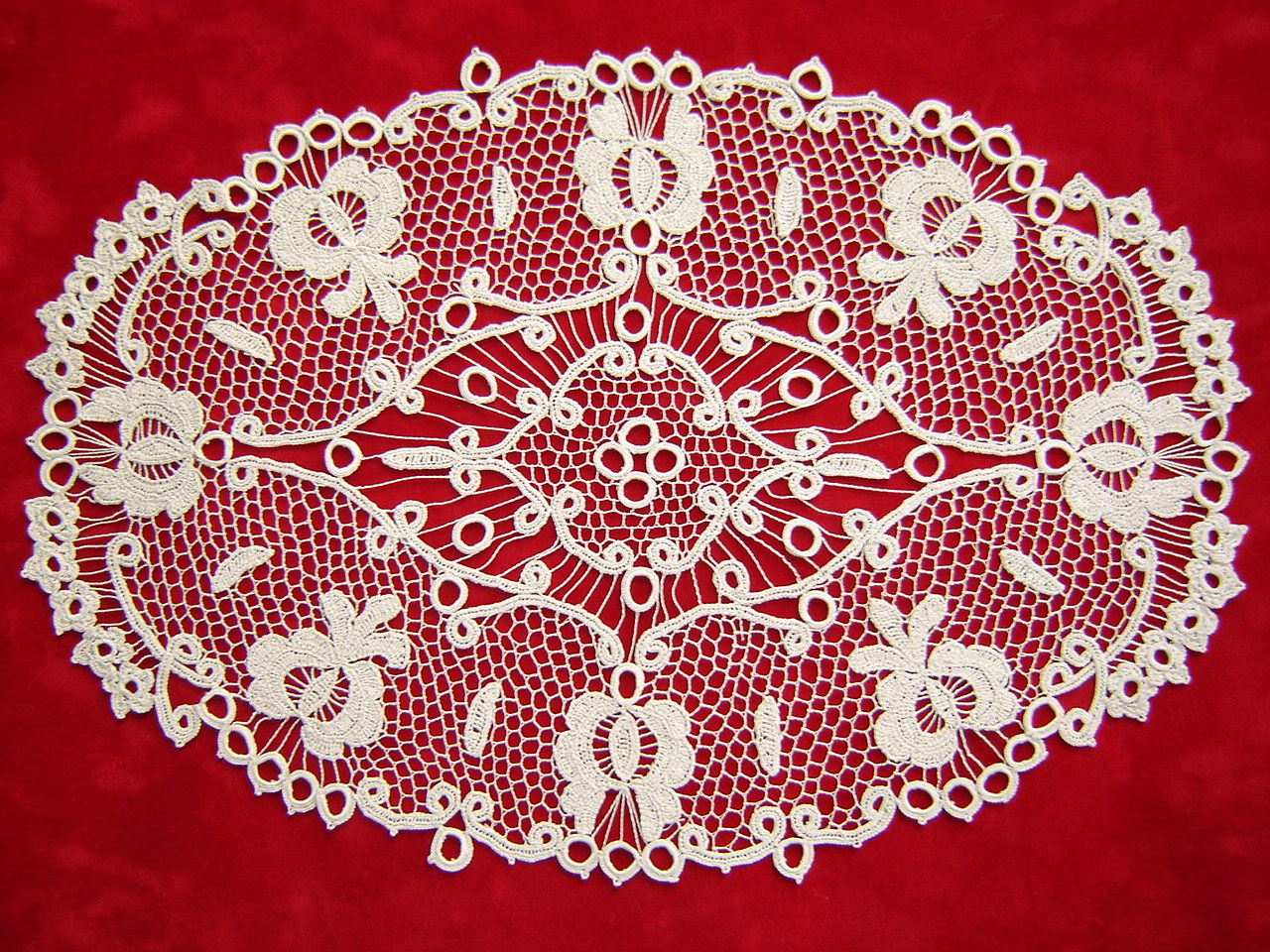
Csetneker Spitze

Der Gestaltung von Häkelmustern und beliebigen Werkstücksformen sind durch die wahlfreie Kombination der unterschiedlichen Grundmaschen keine Grenzen gesetzt.